# Astranthium integrifolium
Astranthium integrifolium là một loài thực vật có hoa trong họ Cúc. Loài này được (Michx.) Nutt. mô tả khoa học đầu tiên năm 1840.